# Jovan Jovanović Zmaj
Jovan Jovanović Zmaj va ser un dels millors poetes serbis. Va néixer a Novi Sad, Sèrbia, el 24 de novembre de 1833. De professió va ser metge, però durant tota la seva vida es va dedicar a escriure poesia infantil. Va ser el primer escriptor de la literatura sèrbia que va escriure poesia per als nens. Va ser membre de Reial Acadèmia Sèrbia.

## Biografia

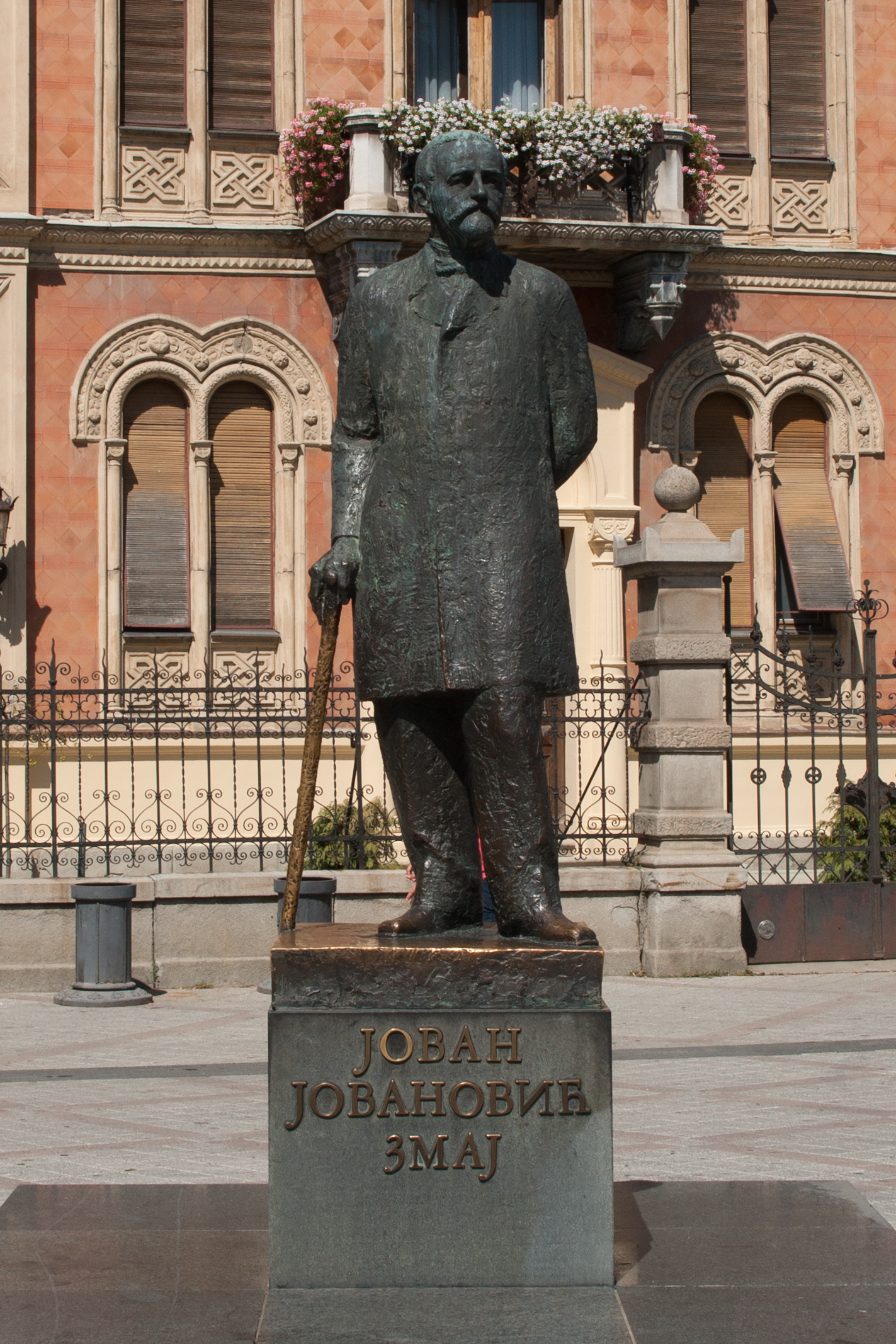
Monument a Jovan Jovanović Zmaj a Novi Sad.

Va néixer a Novi Sad en una família acomodada i va acabar l'escola primària a la ciutat, i l'escola secundària a Pressburg (avui Bratislava), després d'això va estudiar a Ofenpesth (Budapest), Praga i Viena.
D'especial importància per a la seva educació literària i política, va ser el seu viatge a Viena, on va conèixer a Branko Radičević, que era el seu major model poètic. També, a Viena va conèixer a Svetozar Miletić i Đura Jakšić.
Després d'acabar els estudias del dret, el 1860 Zmaj torna a Novi Sad i com un dels col·laboradors més propers a Miletić, es va convertir en un empleat de la magistratura de Novi Sad. Allí va conèixer a la seva futura esposa, Ruža Ličanin (Ruža significa "rosa"). Aquest amor i una vida familiar feliç van inspirar a Zmaj a escriure el cicle (col·lecció) de poemes "Đulići" (de la paraula turca Gül, que significa rosa).
No obstant això, el treball en el magistrat no li agradava, per la qual cosa va renunciar al seu treball i es va dedicar a l'obra literària. Llavors va començar a escriure una revista literària, "Javor" (Auró) i un periòdic satíric, "Komarac" (Mosquit).
El 1838 es va traslladar a Budapest, on va treballar a Matica srpska i també va treballar de supervisor de Tekelijanum.
El 1864 va començar amb el diari satíric Zmaj, i aquest terme s'acabarà convertint en una part del seu nom.
El seu sobrenom "Zmaj" (Zmaj, en ciríl·lic "Змај", significa "drac") prové de 3 de maig. El 3 de maig va publicar el seu primer poema; va escriure malament la data ometent el punt després del nombre (a Sèrbia després del nombre ordinal s'escriu el punt) i la gent ho va llegir com si estigués escrit en ciríl·lic (3 de maig en ciríl·lic s'escriu "3. мај" i sense punt era "Змај" que significa drac).
El 1870, Zmaj va completar els seus estudis de medicina, però va tornar a Novi Sad, on va començar la seva pràctica mèdica. Només en tornar va ser colpejat per la tragèdia familiar: els seus fills i després la seva dona van morir de tuberculosi.
D'aquesta tragèdia familiar va sorgir una sèrie de poemes elegíacs publicats sota el nom "Đulići uveoci".
També solia dibuixar, i un dibuix seu de l'emblema de l'Associació Sèrbia literària s'ha mantingut a la portada de tots els llibres publicats per aquesta institució fins avui dia.
Va morir l'1 de juny de 1904 a Sremska Kamenica.
En honor de Jovan Jovanović Zmaj, se celebren actualment els "Jocs infantils de Zmaj" (serbi: Zmajeve dečje igre), un dels festivals més important per als nens a Sèrbia i la regió de Novi Sad.
La ciutat de Sremska Kamenica portava el nom Zmajeva Kamenica (Kamenica de Zmaj), en el seu honor.
Des de l'any 1990 l'escola secundària més antiga a Novi Sad porta el nom Gimnazija "Jovan Jovanović Zmaj".

## Obra literària

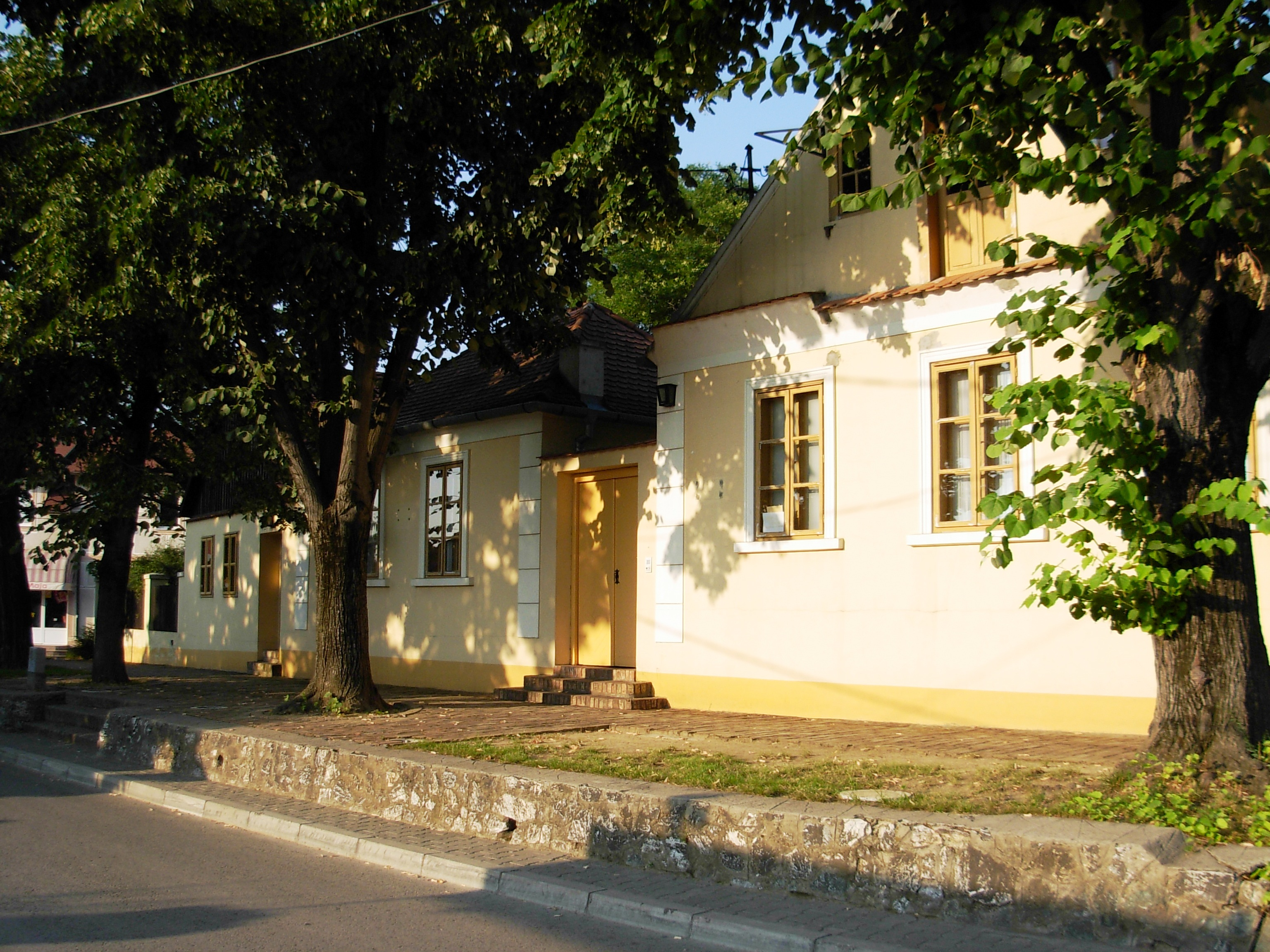
La casa de Zmaj a Sremska Kamenica que ara és museu.

Algunes de les influències molt importants en la poesia de Zmaj són la poesia popular, la cançó ciutadana, els romàntics alemanys, la poesia oriental, el poeta hongarès Petofi, etc.
Va escriure molt poca prosa: unes històries curtes, de les quals la més famosa és una llegenda poètica, titulada "Vidosava Branković", i una obra de teatre d'humor "Šaran". La resta de la seva obra literària és en poesia.
Les dues millors col·leccions dels seus poemes són "Đulići", que parla d'una vida familiar feliç, i "Đulići uveoci", que parla del dolor pels seus estimats. Un gran nombre dels seus poemes són humorístics i infantils. Van ser impresos en diversos diaris i revistes, i també van ser publicats en dues edicions d'obres completes: "Pevanija" i "Druga Pevanija". Les darreres col·leccions publicades són "Snohvatice" i "Devesilje".
A més de la revista "Zmaj", editava el diari satíric "Žiža" i "Starmali". Des de 1880 fins a la seva mort va publicar la revista infantil "Neven", que va ser la millor revista infantil d'aquesta època.

### Cançons infantils
Zmaj és el creador de la poesia sèrbia per als nens i el seu representant més gran.
El que no es pot negar el talent poètic del Zmaj. És probablement l'escriptor de cançons infantils serbi més important. I fins avui els nens a les escoles aprenen els seus poemes de memòria. L'amor innat pels nens, especialment després de la mort dels seus fills, li van encoratjar a escriure per als nens.
En les cançons dels nens inclou tota la infància des del bressol fins a l'adolescència, amb tot el que pertany al món dels nens: jocs i joguines, animals, actitud cap als adults, etc. El poeta fa broma amb ells, desperta la seva imaginació i el més important - un nen que llegeix poesia pot aprendre a separar el bo del mal i el lleig de la bellesa d'una manera immediata i agradable. Alguns poemes no contenen una lliçó, però tots són interessants, creatius, divertits, com un joc de nens.
Pocs a Sèrbia són els que no han escoltat els poemes amb les quals moltes generacions van créixer, com ara: Pačija škola, Materina maza, Pesma o Maksimu, Konjanin, Ded i unut i altres, així com una sèrie de trencaclosques, endevinalles, que Oncle Jova, com els nens l'anomenaven, creava per a ells.
Els seus poemes van donar una galeria rica i diversa de personatges infantils.
La seva expressió és fàcil, simple, senzilla i accessible als nens i al mateix temps atractiva per als adults.

### Obres més destacades

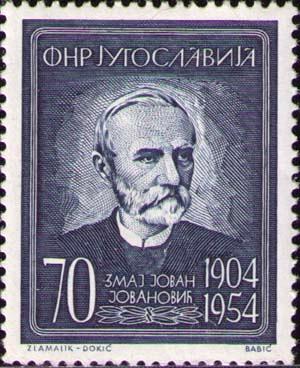
Jovan Jovanović Zmaj, Segell iugoslau, 1954.

- 1860: "Vidosava Branković" (prosa)
- 1864: "Đulići"
- 1866: "Šaran" (prosa)
- 1882: "Đulići uveoci"
- 1882: "Pevanija"
- 1895: "Snohvatice"
- 1889: "Čika-Jova srpskoj deci"
- 1900: "Devesilje"
- 1901: "Čika-Jova srpskoj omladini"[8]

### Treball de traducció

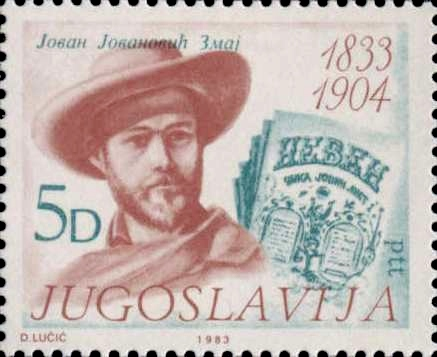
Jovan Jovanović Zmaj, Segell iugoslau, 1983.

Zmaj també era traductor de l'hongarès, rus, alemany, francès, llatí, polonès i txec. Sobretot traduïa la literatura hongaresa i especialment els poemes de poeta hongarès Sandor Petefija. Entre molts altres poemes, va traduir el poema "El cavaller Joan" (en serbi "Vitez Jovan").

## Referències

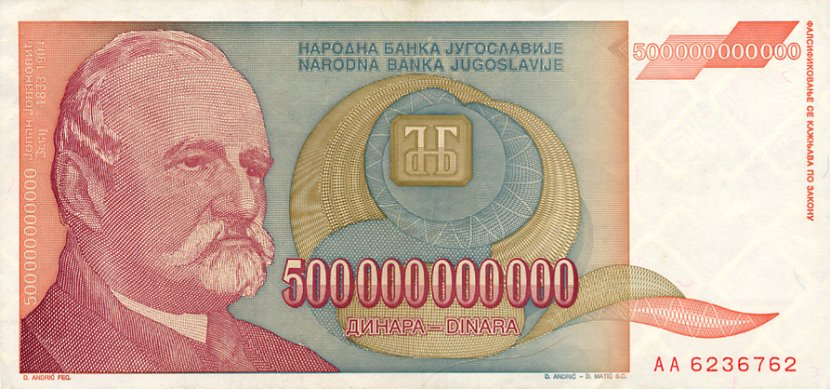
500.000.000.000 dinars. Zmaj va ser destacat en el bitllet iugoslau de cinc mil milions dinars.

#### Traduccions seleccionades
- Vitez Jovan
- Herman i Doroteja
- Ifigenija u Tavridi
- Pesme Mirca Shafije
- Enoh Arden
- Demon